# Geoffrey Lawrence, 1:e baron Oaksey
Geoffrey Lawrence, 1:e baron Oaksey, född 2 december 1880, död 28 augusti 1971, var en brittisk jurist. 
Lawrence var Storbritanniens huvuddomare vid Nürnbergprocessen 1945–1946. Han var tillika rättens ordförande.